# 소년의 시간
《소년의 시간》(영어: Adolescence)은 넷플릭스에서 2025년 3월 공개된 영국의 범죄 드라마이다.

## 출연진
- 스티븐 그레이엄 - 에디 밀러 역
- 오언 쿠퍼 - 제이미 밀러 역
- 애슐리 월터스 - 루크 배스컴 경위 역
- 에린 도허티 - 브라이어니 애리스턴 역
- 페이 마세이 - 미샤 프랭크 경사 역
- 크리스틴 트리마코 - 맨다 밀러 역
- 아멜리 피스 - 리사 밀러 역
- 마크 스탠리 - 폴 발로 역
- 케인 데이비스 - 라이언 코왈스카 역
- 조 하틀리 - 페뉴모어 선생 역
- 아마리 배커스 - 애덤 배스컴 역
- 파티마 보장 - 제이드 역
- 오스틴 헤인스 - 프레도 역
- 릴 차바 - 모레이 역
- 엘로디 그레이스 워커 - 조지 역
- 에밀리아 홀리데이 - 케이티 레너드 역